# Koryčany
Koryčany är en stad i Tjeckien.   Den ligger i regionen Zlín, i den östra delen av landet, 230 km sydost om huvudstaden Prag. Koryčany ligger 284 meter över havet och antalet invånare är 2 900.
Terrängen runt Koryčany är kuperad åt sydost, men åt nordväst är den platt.Runt Koryčany är det ganska tätbefolkat, med 80 invånare per kvadratkilometer. Närmaste större samhälle är Kyjov, 11,1 km söder om Koryčany. I omgivningarna runt Koryčany växer i huvudsak blandskog.